# اصول کیمیاگری

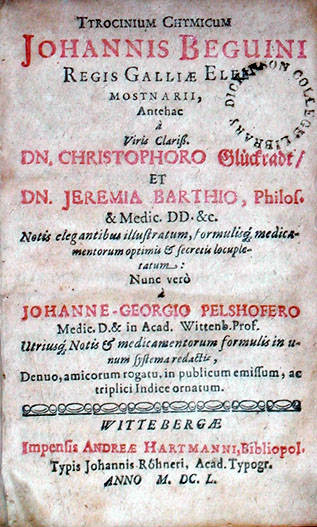
صفحه عنوان یک نسخه از اصول کیمیاگری سال ۱۶۵۰.

اصول کیمیاگری، مجموعه ای از یادداشت‌های شیمی بود که توسط ژان بیگوین در سال ۱۶۱۰ در پاریس، فرانسه نوشته شد. به عنوان اولین کتاب درسی شیمی ذکر شده‌است (بر خلاف آن برای کیمیاگری). بسیاری از آماده‌سازی‌ها از نظر طبی دارویی بودند.

## کتابشناسی - فهرست کتب
اصول کیمیاگری، ژان بگین، ریچارد راسل (مترجم) ، منتشر شده توسط کتابهای هپتانگل (۱۹۸۳) شابک ‎۰-۹۳۵۲۱۴-۰۵-۴ [ویرایش نسخه ۱۶۶۹]